# Ланус (округ)
Округ Ланус (ісп. Lanús) — адміністративно-територіальна одиниця 2-ого рівня у провінції Буенос-Айрес в центральній Аргентині. Адміністративний центр округу — Ланус (ісп. Lanús).
Населення округу становить 459263 особи (2010). Площа — 48,35 кв. км.

## Історія
Округ заснований у 1944 році.

## Населення
У 2010 році населення становило 459263 осіб. З них чоловіків — 218873, жінок — 240390.

## Політика
Округ належить до 3-ого виборчого сектору провінції Буенос-Айрес.